# 1-й Поперечный проезд
Пе́рвый Попере́чный проезд — небольшая улица на севере Москвы, в Останкинском районе Северо-Восточного административного округа; от проспекта Мира к главному входу ВДНХ. Назван в 1994 году по своему поперечному положению относительно проспекта Мира и фасада Выставки достижений народного хозяйства, в отличие от Продольных проездов.

## Расположение
1-й Поперечный проезд начинается от проспекта Мира, пересекает 1-й Продольный проезд и заканчивается на Продольном проезде (фактически «2-м Продольном») у главного входа ВДНХ.